# نلسون بی (نیو ساوت ولز)
نلسون بی (به انگلیسی: Nelson Bay) یک حومه شهر در استرالیا است که در نیو ساوت ولز واقع شده‌است.